# Liste des maires d'arrondissement de Lyon
Pour des articles plus généraux, voir Mairie de Lyon, Arrondissements de Lyon et Loi PLM.
Depuis la Loi PLM de 1982, les neuf arrondissements qui divisent la ville de Lyon ont chacun un maire d'arrondissement en plus du maire de la commune de Lyon.

## Mandature 1983-1989
Liste des maires d'arrondissement de Lyon du 25 mars 1983 à mars 1989 :
|  | Arrondissement | Maire d'arrondissement   | Maire d'arrondissement | Parti   | Notes |
|  | -------------- | ------------------------ | ---------------------- | ------- | ----- |
|  | 1              | Marie-Françoise Frobert  |                        | RPR     |       |
|  | 2              | Camille Georges          |                        | UDF-CDS |       |
|  | 3              | Jean Flacher             |                        | UDF-PR  |       |
|  | 4              | Gabriel Caillet          |                        | RPR     |       |
|  | 5              | Bernadette Isaac-Sibille |                        | UDF-CDS |       |
|  | 6              | Robert Thévenot          |                        | UDF-CDS |       |
|  | 7              | Roland Fulchiron         |                        | UDF-CDS |       |
|  | 8              | Robert Batailly          |                        | UDF-RAD |       |
|  | 9              | Roger Fenech             |                        | UDF-CDS |       |

## Mandature 1989-1995
Liste des maires d'arrondissement de Lyon entre mars 1989 et juin 1995 :
|  | Arrondissement | Maire d'arrondissement    | Maire d'arrondissement | Parti        | Notes |
|  | -------------- | ------------------------- | ---------------------- | ------------ | ----- |
|  | 1              | Roland Chandelon          |                        | RPR puis DVD |       |
|  | 2              | Albéric de Lavernée       |                        | RPR          |       |
|  | 3              | André Bourgogne           |                        | RPR          |       |
|  | 4              | Gabriel Caillet           |                        | RPR puis DVD |       |
|  | 5              | Marie-Thérèse Geffroy     |                        | RPR          |       |
|  | 6              | Jean-Marc Chavent         |                        | RPR puis DVD |       |
|  | 7              | Marie-Chantal Desbazeille |                        | RPR puis DVD |       |
|  | 8              | Henri Vianay              |                        | RPR puis DVD |       |
|  | 9              | Michèle Mollard           |                        | RPR puis DVD |       |

## Mandature 1995-2001
Liste des maires d'arrondissement de Lyon entre juin 1995 et mars 2001 :
|  | Arrondissement | Maire d'arrondissement    | Maire d'arrondissement | Parti     | Notes |
|  | -------------- | ------------------------- | ---------------------- | --------- | ----- |
|  | 1              | Gilles Buna               |                        | Les Verts |       |
|  | 2              | Albéric de Lavernée       |                        | RPR       |       |
|  | 3              | Jean Flacher              |                        | DL        |       |
|  | 4              | Gabriel Caillet           |                        | DVD       |       |
|  | 5              | Marie-Thérèse Geffroy     |                        | RPR       |       |
|  | 6              | Dominique Nachury,        |                        | UDF       |       |
|  | 7              | Marie-Chantal Desbazeille |                        | RPR       |       |
|  | 8              | Jean-Louis Touraine       | Jean-Louis Touraine    | PS        |       |
|  | 9              | Gérard Collomb            | Gérard Collomb         | PS        |       |

## Mandature 2001-2008
Liste des maires d'arrondissement de Lyon entre mars 2001 et mars 2008 :
|  | Arrondissement | Maire d'arrondissement                                 | Maire d'arrondissement   | Parti     | Notes |
|  | -------------- | ------------------------------------------------------ | ------------------------ | --------- | ----- |
|  | 1              | Nathalie Perrin-Gilbert                                |                          | PS        |       |
|  | 2              | Denis Broliquier                                       |                          | UMP - UDI |       |
|  | 3              | Christian Philip puis Patrick Huguet en 2002           | Christian Philip         | UDF UMP   |       |
|  | 4              | Dominique Bolliet                                      |                          | PS        |       |
|  | 5              | Alexandrine Pesson                                     |                          | PS        |       |
|  | 6              | Nicole Chevassus                                       |                          | DVD       |       |
|  | 7              | Jean-Pierre Flaconnèche                                |                          | PS        |       |
|  | 8              | Christian Coulon                                       |                          | PS        |       |
|  | 9              | Pierrette Augier puis Hubert Julien-Laferrière en 2003 | Hubert Julien-Laferrière | PS        |       |

## Mandature 2008-2014
Liste des maires d'arrondissement de Lyon du 29 mars 2008 à mars 2014 :
|  | Arrondissement | Maire d'arrondissement                           | Maire d'arrondissement | Parti     | Notes |
|  | -------------- | ------------------------------------------------ | ---------------------- | --------- | ----- |
|  | 1              | Nathalie Perrin-Gilbert                          |                        | PS        |       |
|  | 2              | Denis Broliquier                                 |                        | DVD       |       |
|  | 3              | Thierry Philip                                   |                        | PS        |       |
|  | 4              | Dominique Bolliet, puis David Kimelfeld, en 2011 |                        | PS        |       |
|  | 5              | Alexandrine Pesson                               |                        | PS        |       |
|  | 6              | Jean-Jacques David                               |                        | UDI       |       |
|  | 7              | Jean-Pierre Flaconnèche                          |                        | PS        |       |
|  | 8              | Christian Coulon                                 |                        | PS        |       |
|  | 9              | Alain Giordano                                   |                        | Les Verts |       |

## Mandature 2014-2020
Liste des maires d'arrondissement de Lyon depuis le 12 avril 2014 :
|  | Arrondissement | Maire d'arrondissement                                    | Maire d'arrondissement | Parti        | Notes |
|  | -------------- | --------------------------------------------------------- | ---------------------- | ------------ | ----- |
|  | 1              | Nathalie Perrin-Gilbert                                   |                        | GRAM         |       |
|  | 2              | Denis Broliquier                                          |                        | UDI-LC       |       |
|  | 3              | Thierry Philip puis Catherine Panassier depuis 2018       |                        | PS MD        |       |
|  | 4              | David Kimelfeld                                           |                        | PS puis LREM |       |
|  | 5              | Thomas Rudigoz puis Béatrice Gailliout depuis 2017        |                        | MD puis LREM |       |
|  | 6              | Pascal Blache                                             |                        | LR           |       |
|  | 7              | Myriam Picot,                                             |                        | PS puis LREM |       |
|  | 8              | Christian Coulon                                          |                        | PS           |       |
|  | 9              | Hubert Julien-Laferrière puis Bernard Bochard depuis 2017 |                        | PS puis LREM |       |

## Mandature 2020-2026
Liste des maires d'arrondissement de Lyon depuis le 12 juillet 2020 :
|  | Arrondissement | Maire d'arrondissement                                      | Maire d'arrondissement | Parti            | Notes |
|  | -------------- | ----------------------------------------------------------- | ---------------------- | ---------------- | ----- |
|  | 1              | Yasmine Bouagga                                             |                        | EELV             |       |
|  | 2              | Pierre Oliver                                               |                        | Les Républicains |       |
|  | 3              | Véronique Dubois-Bertrand puis Marion Sessiecq, depuis 2024 |                        | EELV             |       |
|  | 4              | Rémi Zinck                                                  |                        | EELV             |       |
|  | 5              | Nadine Georgel                                              |                        | EELV             |       |
|  | 6              | Pascal Blache                                               |                        | Les Républicains |       |
|  | 7              | Fanny Dubot                                                 |                        | EELV             |       |
|  | 8              | Olivier Berzane                                             |                        | EELV             |       |
|  | 9              | Anne Braibant-Thoraval                                      |                        | EELV             |       |